# Jonathan Eybeschütz
Jonathan Eybeschütz, född 1690 i Kraków, död 18 september 1764, var en tysk-polsk rabbin och kabbalist.

## Biografi
Eybeschütz blev 1711 föreståndare för talmudskolan i Prag, 1742 rabbin i Metz, 1750 i Altona, Hamburg och Wandsbeck. Han åtnjöt stort anseende för sina kunskaper om talmud men ansågs sympatisera med ledaren för en messiansk rörelse, Sabbathai Zewi och vågade försvara bruket av kabbalistiska amuletter, vilket bragte honom i konflikt med rabbinen Jakob Emden, varigenom hela den mellaneuropeiska judendomen splittrades i två partier. Slutligen löstes konflikten genom vädjan till kristna hebraister och teologer samt till den världsliga makten.